# محمد شایسته
محمد شایسته (زاده ۱۱ خرداد ۱۳۶۲) تهیه‌کننده و مجری طرح سینما اهل ایران است. او فعالیت حرفه‌ای خود را از سال ۱۳۸۲ با فیلم بوتیک به کارگردانی حمید نعمت‌الله آغاز کرد. وی برادر کوچکتر مرتضی شایسته تهیه‌کننده سینما و مصطفی شایسته تهیه‌کننده و کارگردان سینما می‌باشد. محمد شایسته موسس و مدیرعامل شایسته فیلم است.

## تهیه‌کننده
- استخر (نامشخص)
- دایناسور (۱۴۰۳)
- قهوه ترک (۱۴۰۲)
- مرداب (۱۴۰۲)
- هتل (۱۴۰۲)
- می‌خواهم زنده بمانم (۱۳۹۹)
- زیر نظر (۱۳۹۷)
- طلا (۱۳۹۷)
- قانون مورفی (۱۳۹۷)
- ۵۰ کیلو آلبالو (۱۳۹۵)
- خانه دختر (۱۳۹۳)
- شام ایرانی فصل‌های ۳ تا ٩ (١٣٩۴-۱۳۹۱)

## مجری طرح
- ۵۰ کیلو آلبالو (۱۳۹۵)
- شیش و بش (۱۳۹۲)

## سرمایه‌گذار
- ۵۰ کیلو آلبالو (۱۳۹۵)

## مدیر تولید
- آتیش بازی (۱۳۹۲)
- من همسرش هستم (۱۳۹۰)
- امشب شب مهتابه (فیلم) (۱۳۸۷)
- بی‌پولی (فیلم) (۱۳۸۶)
- صد سال به این سال‌ها (فیلم) (۱۳۸۶)

## جوایز
- کاندید (بهترین فیلم از نگاه مردمی) سی و سومین دوره جشنواره فیلم فجر برای فیلم خانه دختر
- کاندید (تندیس بهترین فیلم) جشن انجمن منتقدان و نویسندگان سینمای ایران سال ۱۳۹۴ برای فیلم خانه دختر